# Oboé da caccia

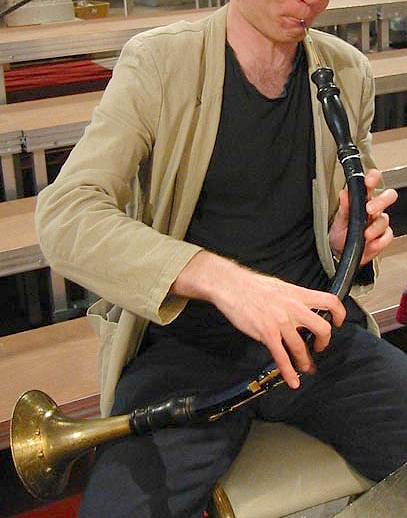
Oboe da caccia

O oboe da caccia [ˈɔːbo.e da ˈkattʃa] (literalmente "oboé de caça" em Italiano) é um instrumento de sopro, de palheta dupla, pertencente à família das madeiras, e sub-família dos oboés, afinado uma 5ª abaixo do oboé e usado primariamente no período barroco da música européia.
O taille, oboé reto de duas chaves, afinado em fá, utilizado por Bach na Cantata BWV 80, já foi usado também para executar as partes de oboé da caccia em gravações com instrumentos de época.